# Aššur-dan III.
Aššur-dan (auch Aschschur-dan, Assur-dan III.) war von 772 v. Chr. bis 755 v. Chr. König des Assyrischen Reiches.
Aššur-dan war der Sohn von Adad-nīrārī III. und folgte seinem Bruder Salmanassar IV. auf dem Thron. Seine Herrschaft (wie auch noch die seines Nachfolgers und Bruders Aššur-nirari V.) war durch den Einfluss mächtiger Adliger, vor allem des Oberbefehlshabers des Heeres, Šamši-ilu, begrenzt. Nach den Chroniken blieb er 768 und 764 „im Land“, unternahm also keine Feldzüge, was als Hinweis auf innenpolitische Schwierigkeiten gewertet wird. Seine Feldzüge nach Zentralsyrien und Babylonien scheiterten. In das neunte Jahr seiner Herrschaft fällt der Ausbruch einer Epidemie, gefolgt von einer Rebellion im eigenen Land (zwischen 763 und 758), die etwa vier Jahre andauerte. Es gab Revolten in Aššur, Arrapḫa (Kirkuk) und Guzana (Tell Halaf). Am Ende der Rebellion suchte eine weitere Seuche Assyrien heim.
In die Regierung Aššur-dans III. fällt auch die Sonnenfinsternis vom 15. Juni 763 v. Chr., die in einer Eponymenliste festgehalten wurde und die als Fixpunkt für die altorientalische Chronologie genutzt wird.